# Flugplatz Oostwold

i8
i11
i13
Der Flugplatz Oostwold (niederländisch: Vliegveld Oostwold; Groningen Airport Oostwold; ICAO-Code: EHOW) ist ein Flugplatz 6 km nördlich von Oldambt in der Provinz Groningen.

## Flugplatzdaten
Der Flugplatz hat eine asphaltierte Piste mit 800 m Länge und 20 m Breite. Vor März 2023 hatte die Landebahn eine Länge von 900 Meter Länge; wobei die ersten 600 Meter mit Grassteinen gepflastert waren.

## Geschichte
Der Flugplatz Oostwold wurde 1960 gegründet und erhielt 1976 seine aktuelle Größe. Die Gesamtlänge beträgt 1050 Meter. Ursprünglich wurde der Flugplatz nur für landwirtschaftliche Luftfahrtzwecke genutzt, aber in den letzten Jahren ist die landwirtschaftliche Luftfahrt fast vollständig verschwunden. Der Flugplatz wird heute als Flugplatz der Allgemeinen Luftfahrt genutzt.
Im April 2023 wurde eine neue asphaltierte Landebahn mit der Länge von 871 m und der Breite von 20 m eröffnet.

## Flugbetrieb
In der Ausnahmegenehmigung des Ministers für Verkehr, öffentliche Arbeiten und Wasserwirtschaft hieß es, dass die Höchstzahl der Bewegungen auf 4800 festgesetzt wurde. Im Jahr 2012 wurde diese Zahl auf 8000 erhöht. Auf der Grundlage der neuen Rechtsordnung des Luftverkehrsgesetzes hat der Provinzrat auf Antrag des Betreibers einen Flugplatzbeschluss erlassen, der diesen Flugplatz als dauerhaften Flugplatz festlegt. Dieser geht von einem Anstieg der Flugbewegungen auf 17.500 pro Jahr aus.
Im Jahre 2022 wurden 5902 Flugbewegungen durchgeführt.